# Necessidades econômicas
Necessidades econômicas é, segundo economistas, tudo aquilo que o Homem precisa para sobreviver, num contexto amplo - alimentos, vestuário, habitação, higiene, educação, diversão - e cuja satisfação depende do exercício por ele da atividade económica. A ideia das necessidades primárias foi muito difundida no Brasil ao servir para a estipulação legislativa do salário-mínimo, dada pelo artigo 176 da CLT: ...capaz de satisfazer (...), às suas necessidades normais de alimentação, habitação, vestuário, higiene e transporte". Devido a isso são também chamadas de "necessidades sociais".
Para alguns como o austríaco Friedrich Kleinwächter (1838-1927), a necessidade está associada ao desejo de obtenção de coisas 
O francês Henri Guitton (1904-1992) identificou as seguintes características das necessidades económicas (Economia Política, Fundo de Cultura, 1961) :
- Multiplicidade (as necessidades aumentam com o passar do tempo)
- Saciabilidade (as necessidades desaparecem quando são satisfeitas)
- Substituição (podem ser substituídas ou são satisfeitas de diversas formas)
- Susceptibilidade de hierarquização (as necessidades podem ser hierarquizadas segundo a intensidade com que são sentidas)
- Interdependência (a satisfação de uma necessidade podem originar outras necessidade)

As necessidades estão vinculadas a outra ideia econômica, a da utilidade, ou seja, a de que um bem possui valor econômico se for útil à satisfação das necessidades.

## Classificação das necessidades[1]
- Necessidades naturais, de situação e de luxo (Wilhelm Georg Friedrich Roscher (1817 – 1894))
- Primárias e Secundárias (Jennings), diferenciando as "de primeira necessidade" como as relacionadas na citada CLT e as mais consumistas como aquisição de bens eletrodomésticos ou consumo de pratos de culinária sofisticada.
- Individuais e Coletivas, ou seja, as necessidades como indivíduo (alimentação) e as da vida em sociedade (educação).